# Сборная Санкт-Петербурга по футболу
Сбо́рная Санкт-Петербурга (Петрограда, Ленинграда) по футбо́лу — футбольная сборная команда, которая представляла город Санкт-Петербург (в 1914—1924 — Петроград, в 1924—1991 — Ленинград) в официальных соревнованиях (чемпионатах) Российской империи, РСФСР, СССР (в эпоху, когда они проводились между сборными городов, республик, регионов) и в международных матчах.
Как регулярная сборная существовала с 1907 по 1936 год (а также кратковременно в 1956 и 1979 годах).
До и после этого периода — с 1902 по 1997 год — сборная собиралась нерегулярно для проведения, в основном, выставочных матчей.
В 2010-х годах принимала участие в Мемориале Гранаткина.

## История

### Начало XX века (1902—1914)

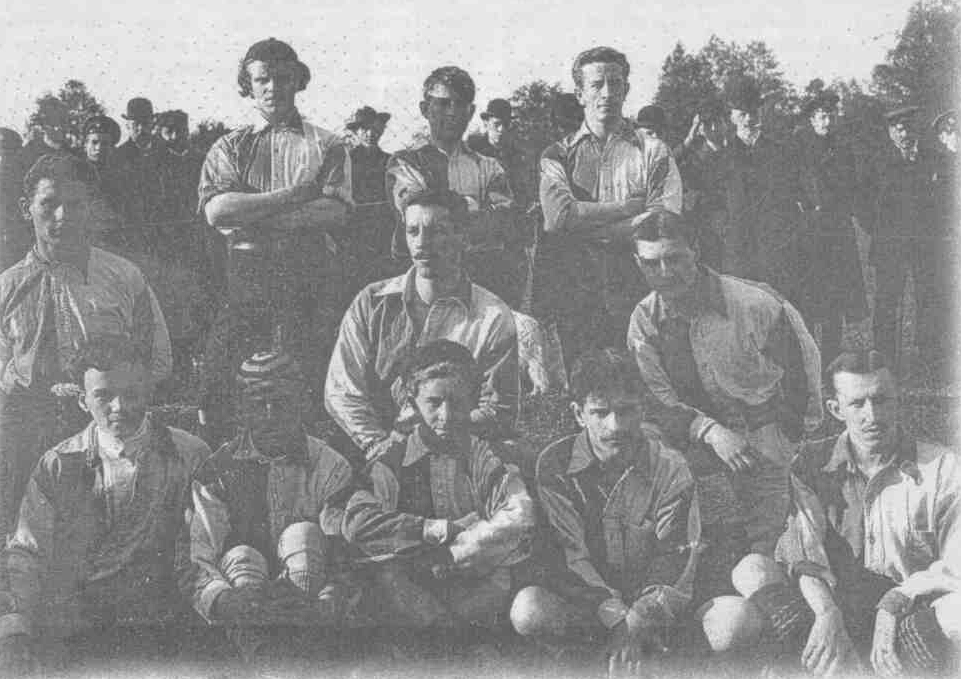
1907 Санкт-Петербург — Москва

Впервые сборная Санкт-Петербурга (как сборная Санкт-Петербургской футбол-лиги) была сформирована для проведения ставшего в дальнейшем традиционным для тех времен выставочного матча по завершении чемпионата города (Кубка Аспдена) 1902, в котором 13 (26) октября встречались победитель первенства клуб «Невский» (состоящий из англичан) и сборная всех остальных клубов лиги. Имея в составе восемь русских футболистов, сборная неожиданно одержала крупную победу — 6:2. Первый гол в её истории забил нападающий «Виктории» Михаил Григорьев, а игрок «Спорта» Илья Березин сделал в этой игре «хет-трик». В последующие несколько лет сборная провела ещё ряд подобных матчей.
Первые междугородние встречи сборной (поначалу существовало разделение на «английскую» и «русскую» команды) были проведены только в 1907 году — оппонентом выступила сборная Москвы. Начало 90-летнему футбольному противостоянию двух столиц было положено 14 (27) сентября 1907 года матчем на поле «Невских» в Санкт-Петербурге, где «английская» сборная хозяев победила москвичей — 2:0. Автором первого гола стал А.Коффрайт из «Невы». Спустя два дня «русская» сборная также сумела добиться непростой победы над тем же соперником — 5:4. Первым русским футболистом, отличившимся в междугороднем матче, стал Александр Данкер из «Меркура», забивший гол уже на первой минуте неожиданным ударом почти с центра поля.

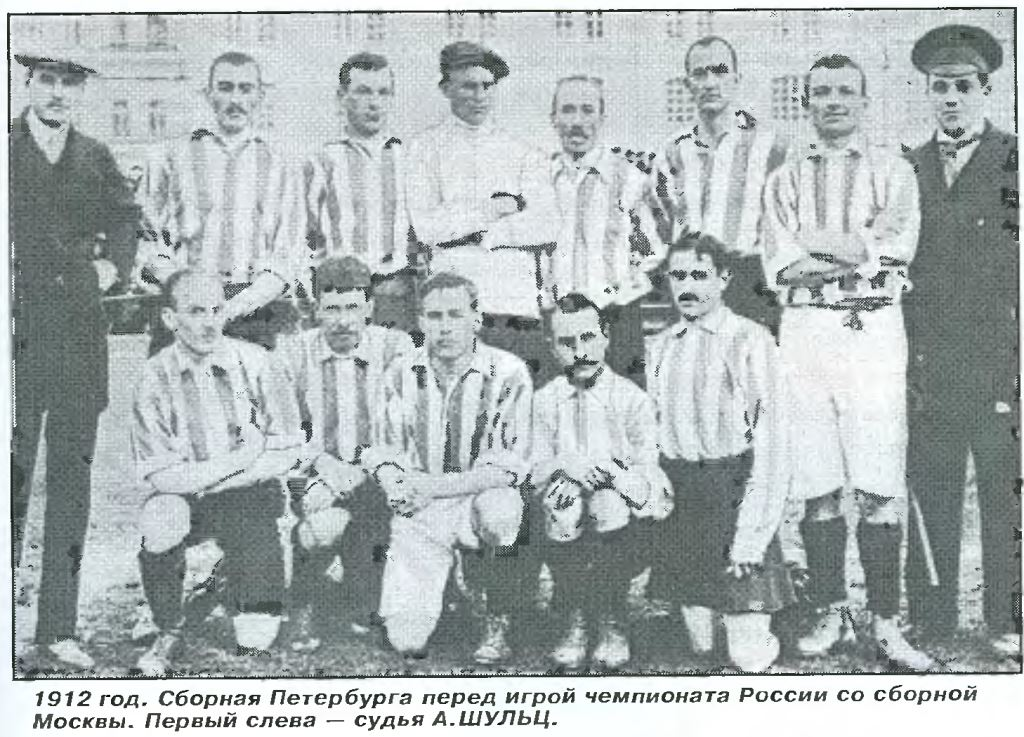
1912 Чемпионы России

В 1910 году сборная Санкт-Петербурга провела первые в истории международные встречи с командами из Финляндии — в дебютном международном матче 15 (28) мая в Гельсингфорсе сборная уступила 4:5 команде ХИФК. 3 (16) октября 1910 года в матче на стадионе «Спорта» в Санкт-Петербурге была обыграна совершавшая турне по России сильная чешская команда «Коринтианс» Прага, имевшая в составе ряд известных в ту пору в Европе футболистов — 5:4. До Первой мировой войны Санкт-Петербург посещали также команды Дрездена, Лейпцига, Гельсингфорса, Эдинбурга, сборные Швеции и Англии (любительской).
Сборная Санкт-Петербурга участвовала в обоих чемпионатах Российской империи, проводившихся в те времена. В 1912 году она стала победителем, сумев в финале в переигровке победить в Москве хозяев — 4:1 (первый матч закончился вничью 2:2). В 1913 году, после нового упорного противостояния со сборной Москвы в полуфинале (3:0 в дополнительное время), сборная Санкт-Петербурга достаточно неожиданно уступила в финале сборной Одессы — 2:4.
В клубах Петербургской футбол-лиги в то время выступал ряд довольно сильных футболистов-любителей из стран Европы. В составе сборной Санкт-Петербурга бок-о-бок с игроками сборной России Петром Борейшей, Алексеем Уверским, Петром Соколовым, Никитой Хромовым, Иваном Егоровым, Василием Бутусовым, Григорием Никитиным играли британцы Александр Монро, Эдуард Стэнфорд, Уильям Эндрю, финн Брур Виберг, датчане Эгон Петерсен и Христиан Морвиль, немцы Эрих Шюман и Рихард Гриллинг, голландцы Петер Сандерс и Губерт Пельтенбург, и другие.

### Время войн и революций (1914—1923)
В первые годы начавшейся Первой мировой войны футбольная жизнь теперь уже Петрограда продолжалась практически с прежней (и даже большей) интенсивностью — начавшаяся в военное время неуклонная демократизация всех сторон столичной жизни и, в частности, спорта привела к притоку в футбол новых сил на смену игрокам, ушедшим в армию; число клубов в Петроградской футбольной лиге даже возросло. Международные матчи более не проводились, но матчи сборной (и клубов) с москвичами проходили ежегодно в течение всего этого нелёгкого десятилетия; в 1915 году в «реваншном» матче была разгромлена сборная Одессы (5:1).

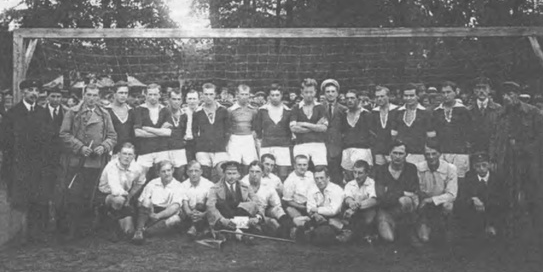
Матч 1922 года

Серьёзные трудности начались лишь с ухудшением накануне Октябрьской революции 1917 года общей гуманитарной обстановки в Петрограде, переполненном войсками, беженцами, правительственными учреждениями и испытывавшим вследствие этого постоянное напряжение в снабжении — оно крайне усугубилось в течение следующих нескольких лет в период Гражданской войны, когда Петроградская футбольная лига (как и всё население города) буквально выживала на грани своих возможностей. Тем не менее, в этих тяжелейших условиях лига умудрялась проводить чемпионаты города (только в 1919, на пике кризиса, он был сорван), и регулярно находила возможность для поездок сборной на традиционные матчи в Москву. В этот период москвичи несколько выправили прежде несчастливую для них историю встреч с северной столицей — после двух подряд игр, закончившихся вничью, в очередном матче 14 октября 1918 года на поле СКС в Москве они учинили невиданный доселе разгром петроградцам — 9:1. Этот результат был во многом обусловлен моральным и физическим состоянием питерцев, испытывавших серьёзные кадровые и материальные проблемы в течение сезона и накануне матча.
В следующие годы Петроград, памятуя об этом поражении, неизменно обыгрывал москвичей — в том числе и накануне первого послереволюционного чемпионата страны 1922 года (4:3) — в этом упорнейшем матче впервые за сборную забил легендарный Михаил Бутусов, принеся победу питерцам за 8 минут до конца (у москвичей также впервые отличился в своем первом матче за сборную не менее легендарный Николай Старостин). Сам чемпионат сборная Петрограда пропустила, резонно не видя необходимости в каких-либо ещё соревнованиях после означенной победы.
Только в 1923 году москвичам наконец удалось победить — 13 октября на поле ОППВ в Москве (1:0) — и подтвердить завоёванный месяцем ранее титул чемпиона СССР, в розыгрыше которого петроградцы традиционно не участвовали. В том сезоне сборная Петрограда также впервые в своей истории уступила и сборной Харькова (0:1), однако сумела обыграть сборную РСФСР (2:1), в составе которой при этом играли семь лучших петроградских игроков — Александр Полежаев, Георгий Гостев, Борис Карнеев, Павел Батырев, Владимир Воног, Пётр Григорьев, Михаил Бутусов.

## Сезоны
| Сезон     | Матчи           | Матчи                    | Матчи                  | Матчи          | Матчи                                 | Матчи           | Неофициальные  | Неофициальные |
| Сезон     | Всего           | Официальные турниры      | Неофициальные турниры  | Между народные | Сборные городов (республик, регионов) | Москва          | Между народные | Прочие        |
| --------- | --------------- | ------------------------ | ---------------------- | -------------- | ------------------------------------- | --------------- | -------------- | ------------- |
| 1902—1906 |                 |                          |                        |                |                                       |                 |                | 5             |
|           |                 |                          |                        |                |                                       |                 |                |               |
| 1907      | 2 +2=0-0 7:4    |                          |                        |                | 2 +2=0-0 7:4                          | 2:0 5:4         | 2              | 1             |
| 1908      | 2 +1=1-0 6:2    |                          |                        |                | 2 +1=1-0 6:2                          | 2:2 4:0         |                |               |
| 1909      |                 |                          |                        |                |                                       |                 | 2              | 5             |
| 1910      | 5 +2=0-3 11:17  |                          |                        | 3 +1=0-2 9:14  | 2 +1=0-1 2:3                          | 2:0 0:3         | 1              | 3             |
| 1911      | 3 +1=1-1 6:8    |                          |                        | 3 +1=1-1 6:8   |                                       |                 | 2              |               |
| 1912      | 3 +1=2-0 8:5    | Чемпионат России         |                        |                | 3 +1=2-0 8:5                          | 2:2 4:1         |                | 2             |
| 1913      | 9 +2=1-6 16:33  | Чемпионат России         |                        | 7 +1=1-5 11:29 | 2 +1=0-1 5:4                          | 3:0             |                | 8             |
| 1914      | 3 +2=0-1 8:3    |                          |                        | 1 +0=0-1 0:2   | 2 +2=0-0 8:1                          |                 | 4              | 5             |
| 1915      | 2 +2=0-0 7:2    |                          |                        |                | 2 +2=0-0 7:2                          | 2:1             | 1              | 2             |
| 1916      | 1 +0=1-0 2:2    |                          |                        |                | 1 +0=1-0 2:2                          | 2:2             |                |               |
| 1917      | 1 +0=1-0 1:1    |                          |                        |                | 1 +0=1-0 1:1                          | 1:1             |                | 7             |
| 1918      | 1 +0=0-1 1:9    |                          |                        |                | 1 +0=0-1 1:9                          | 1:9             |                | 1             |
| 1919      | 1 +1=0-0 2:0    |                          |                        |                | 1 +1=0-0 2:0                          | 2:0             |                | 1             |
| 1920      | 2 +2=0-0 12:2   |                          |                        |                | 2 +2=0-0 12:2                         | 3:2             |                |               |
| 1921      | 1 +1=0-0 3:0    |                          |                        |                | 1 +1=0-0 3:0                          | 3:0             |                | 1             |
| 1922      | 2 +2=0-0 9:6    |                          |                        |                | 2 +2=0-0 9:6                          | 4:3             | 1              | 1             |
| 1923      | 2 +0=0-2 0:2    |                          |                        |                | 2 +0=0-2 0:2                          | 0:1             |                | 7             |
| 1924      | 6 +3=1-2 19:10  | Чемпионат РСФСР          |                        |                | 6 +3=1-2 19:10                        | 4:4 1:0 1:2     | 3              | 2             |
| 1924      | 6 +3=1-2 19:10  | Чемпионат СССР           |                        |                | 6 +3=1-2 19:10                        | 4:4 1:0 1:2     | 3              | 2             |
| 1925      | 5 +2=1-2 12:7   |                          |                        |                | 5 +2=1-2 12:7                         | 4:4 1:3 4:0     | 9              | 16            |
| 1926      | 9 +6=0-3 28:17  |                          |                        |                | 9 +6=0-3 28:17                        | 5:2 3:5 1:0     | 9              | 16            |
| 1927      | 9 +5=1-3 19:17  | Чемпионат РСФСР          |                        |                | 9 +5=1-3 19:17                        | 2:5 2:1 1:3     | 3              | 10            |
| 1928      | 9 +7=0-2 56:14  | Всесоюзная Спартакиада ½ | Матч городов           |                | 9 +7=0-2 56:14                        | 2:0 3:5         | 6              | 9             |
| 1929      | 5 +4=0-1 17:7   |                          | Матч городов           |                | 5 +4=0-1 17:7                         | 1:4 3:1         | 9              | 7             |
| 1930      | 7 +1=3-3 10:15  |                          | Матч городов           |                | 7 +1=3-3 10:15                        | 3:3 1:1 0:1     | 2              | 18            |
| 1931      | 15 +9=2-4 74:35 | Чемпионат РСФСР          | Матч трёх городов      | 1 +1=0-0 5:4   | 14 +8=2-4 69:31                       | 3:4 2:6 3:1 3:4 | 1              | 21            |
| 1932      | 12 +9=1-2 40:28 | Чемпионат РСФСР          | Матч трёх городов      |                | 12 +9=1-2 40:28                       | 2:2 3:2 1:5     | 2              | 4             |
| 1932      | 12 +9=1-2 40:28 | Чемпионат СССР           | Матч трёх городов      |                | 12 +9=1-2 40:28                       | 2:2 3:2 1:5     | 2              | 4             |
| 1933      | 5 +1=2-2 9:11   |                          | Матч трёх городов      | 1 +0=1-0 2:2   | 4 +1=1-2 7:9                          | 3:3 2:4         | 1              | 6             |
| 1934      | 13 +9=1-3 50:20 |                          | Матч трёх городов      | 2 +1=0-1 5:4   | 11 +8=1-2 45:16                       | 1:2             | 2              | 4             |
| 1935      | 11 +5=2-4 27:16 | Чемпионат СССР           | Матч четырёх городов / | 2 +0=1-1 3:4   | 9 +8=1-2 24:12                        | 1:2 2:2         |                | 2             |
| 1936      | 4 +2=1-1 6:6    |                          | Матч восьми городов    | 1 +1=0-0 1:0   | 3 +1=1-1 5:6                          |                 |                |               |
|           |                 |                          |                        |                |                                       |                 |                |               |
| 1937      | 3 +0=2-1 5:9    |                          |                        | 1 +0=1-0 2:2   | 2 +0=1-1 3:7                          | 2:2 1:5         |                |               |
| 1939      | 2 +1=0-1 2:2    |                          |                        |                | 2 +1=0-1 2:2                          | 2:0 0:2         |                |               |
| 1940      | 1 +0=1-0 1:1    |                          |                        |                | 1 +0=1-0 1:1                          | 1:1             |                | 1             |
| 1944      |                 |                          |                        |                |                                       |                 |                | 1             |
| 1946      | 1 +0=0-1 1:2    |                          |                        | 1 +0=0-1 1:2   |                                       |                 |                |               |
| 1954      | 2 +1=1-0 3:1    |                          |                        | 1 +1=0-0 2:0   | 1 +0=1-0 1:1                          |                 |                |               |
| 1955      | 2 +2=0-0 18:0   |                          |                        | 2 +2=0-0 18:0  |                                       |                 |                |               |
| 1956      | 4 +2=0-2 8:5    | Спартакиада народов СССР |                        |                | 4 +2=0-2 8:5                          | 2:3             |                |               |
| 1959      |                 |                          |                        |                |                                       |                 |                | 1             |
| 1961      | 4 +2=1-1 7:6    |                          |                        | 3 +1=1-1 4:5   | 1 +1=0-0 3:1                          |                 |                |               |
| 1964      | 1 +0=0-1 2:5    |                          |                        |                | 1 +0=0-1 2:5                          | 2:3             |                |               |
| 1979      | 7 +5=0-2 20:12  | Спартакиада народов СССР |                        |                | 7 +5=0-2 20:12                        |                 |                |               |
| 1985      | 1 +0=0-1 0:1    |                          |                        |                | 1 +0=0-1 0:1                          | 0:1             |                |               |
| 1989      | 1 +0=1-0 1:1    |                          |                        | 1 +0=1-0 1:1   |                                       |                 |                |               |
| 1997      | 1 +1=0-0 2:0    |                          |                        |                | 1 +1=0-0 2:0                          | 2:0             |                |               |

## Комментарии
1. ↑  Финляндия, входившая в то время в состав Российской империи,  пользовалась правами широкой автономии — в частности, в спорте она являлась отдельным субъектом на международных соревнованиях (в том числе и на Олимпийских играх), была членом ФИФА (с 1908 года) и МОК.
2. ↑  После ряда протестов со стороны команд на имевшие место нарушения регламента Всероссийский футбольный союз аннулировал результаты первенства, признав его формально неразыгранным
3. ↑  Игрок сборной Финляндии, автор одного из голов в ворота сборной России на Олимпиаде 1912
4. ↑  Игрок сборной Дании, был в заявке команды на Олимпиаде 1912
5. ↑  Игрок клубов «Дрезднер» СК и VfB Лейпциг, а также сборной Средней Германии[нем.]
6. ↑  Хотя Петроградская Лига и сформировала команду задолго до поездки в Москву и та успела провести ряд тренировок, солидно выглядевшая по именам игроков команда была не в лучшем функциональном состоянии. Ситуацию усугубили кадровые потери в выигранном накануне матче с «Замоскворецким» КС — вышедшего из строя вратаря Александра Полежаева заменить было буквально некем, и только благодаря случайному нахождению в Москве вратаря «Путиловского» Константина Китмана он оказался в распоряжении сборной. Нетренированный К.Китман сыграл крайне неудачно, что вкупе с чрезмерной физической нагрузкой на петроградцев во втором матче подряд и необычайно удачливыми в этот день дальними ударами москвичей и обусловили столь неожиданно крупное поражение[19][20].
7. ↑  Поскольку СССР на тот момент еще не был создан, этот турнир является, по сути, открытым Чемпионатом РСФСР; ряд футбольных историков[21] считают его прообразом Чемпионата СССР под названием "Чемпионат Советской России".